# Dror Hagag
Dror Hagag (né le 31 décembre 1978) est un joueur israélien de basket-ball professionnel. Il joue à la position de meneur. Hagag est international israélien.